# Adicella nigropunctata
Adicella nigropunctata är en nattsländeart som beskrevs av Georg Ulmer 1930. Adicella nigropunctata ingår i släktet Adicella och familjen långhornssländor. Inga underarter finns listade i Catalogue of Life.